# Fabio Gasperini
Fabio Gasperini (* 17. Oktober 1961 in Rom) ist ein italienischer Wirtschaftsprüfer. Er ist seit 2020 Sekretär der Güterverwaltung des Apostolischen Stuhls der römischen Kurie. 

## Leben
Fabio Gasperini hat Wirtschaftswissenschaften an der Universität La Sapienza in Rom studiert und promoviert. Er war einige Jahre in der Verwaltung der Vatikanstadt tätig. Er war über 25 Jahre lang in der Beratungs- und Prüfungsdienstleistungsbranche bei Finanzinstituten, Banken, Versicherungsunternehmen, Vermögensverwaltungsunternehmen, Maklerunternehmen und Finanzunternehmen als Wirtschaftsmanager und Wirtschaftsprüfer tätig, zunächst bei Arthur Andersen (1986–2002) und ab 2003 in leitender Stellung bei der Wirtschaftsprüfungsgesellschaft Ernst & Young, ab 2018 als Vorstandsvorsitzender. Er verantwortet insbesondere den Bereich Banking und Kapitalmärkte der Financial Services Organisation für die Region Europa, Naher Osten, Indien und Afrika sowie Leiter Advisory in Italien. Er ist unter anderem Verwaltungsratsmitglied der italienischen Vereinigung der italienischen Wirtschaftsprüfer (Associazione Italiana Internal Auditors AIIA).
Papst Franziskus ernannte ihn am 15. Juni 2020 zum Sekretär der Güterverwaltung des Apostolischen Stuhls. Er ist der erste Laie im Amt eines Sekretärs der APSA. Am 6. Oktober 2021 ernannte ihn Papst Franziskus zudem zum Generalsekretär der am selben Tag gegründeten Fondazione per la Sanità Cattolica.